# Lille Mads
Lille Mads var en skånelandsk/dansk modstandsmand eller friskyttekaptajn under den Skånske Krig 1676-79. Han er formentlig født i Östra Hoby/Øster Hoby i Ingelstads/Ingelsted herred , hvilket er dokumenteret i den svenske krigskommissær Sven Erlandssons selvbiografiske beretning om den skånske krig "Promemoria om Snapphanarna". Han døde ifølge sin egen morder, den svenske "snaphane"-jæger, Sven Erlandsson i "Promemoria om Snapphanarna" (hvor han altid af en eller anden mystisk grund omtaler sig selv med et tredje navn) fra 1679, ved Søvde Mølle :
"Erlandsson spårade i januari 1679 upp Lille Mads kompani vid Sövde mölla och efter en halvtimmes batalj retirerade friskyttarna. Fyra "snapphanar" togs enligt Erlandsson tillfånga och en var Lille Mads. Enligt Erlandsson gick det till så här:” men som hans häst war blesserad i knäet, gick han och ledde honom genom skågen, der först 2:ne af Sven Erlandssons drängar råkade på honom, på hvilka han lössade sin bössa men förbi, hwarpå den ene, Lars Roth, född uppe udj Swerie, skiöt hånom med sin pistool, att han nödgades stå på knä. Härpå kom general Mortons dräng Petter, då de woro 3. De tillbådo hånom att gie sig, men han swarade ney, hwarpå, oafset han med sin plasser (huggare) förswarade sig, så godt han kunde, blef nerhuggen. 

## Begravelse
Han blev begravet på kirkegården ved Blentarp/Blenterups kirke i hemmelighed af sine pårørende og kære i modstandsbevægelsen. Men så lykkedes det den svenske besættelsesmagt at finde ud af dette og gravede hans kiste op og bar den til stejlbakken på Kjugekull/Køgekuld  (på dansk Køge + kuld) uden for Christian IVs gamle by Kristianstad og satte den på en stige og hjul, så fuglene kunne feste sig i hans rester.

## Eftermæle
Friskytte/snaphane-statuen i Hesselholm/Hässleholm er altid i folkemund kaldet for Lille Mads statue, eftersom de lokale traditioner om "Lille Mads" er meget stærkere end alle andre modstansdsmænd, og Skånelandene ikke har undervisning i deres egen danske historie   og man ikke kender for eksempel Gønge-høvdingen Svend Povlsen. Hässleholm/Hesselholm bryggeri solgte også i mange år Lille Mads pilsner. I 1951 blev der rejst en friskytte/snaphane-statue, i Præstø på Sydsjælland som var en kopi af den i Hesselholm skabt af Axel Ebbe, men nu kaldtes den for Svend Povlsen, og ikke Lille Mads. 